# Return the Favor
"Return the Favor" is een nummer door de Amerikaanse singer-songwriter Keri Hilson. Het werd als eerste Europese en tweede Amerikaanse single uitgebracht ter promotie van haar debuutalbum In a Perfect World... uit 2009.

## Achtergrond
Het nummer zou in de Verenigde Staten op 7 oktober 2008 tegelijkertijd uitgebracht worden met "Turnin' Me On", een samenwerkingsverband met Lil Wayne. Op de dag zelf was echter alleen "Return the Favor" beschikbaar als download.
Op 30 augustus 2008 lekte het nummer uit, maar Hilsons management berichtte dat dit niet de officiële versie was. De officiële versie lekte op 30 september 2008 uit.

## Tracklist

### Promotie-cd
1. "Return the Favor" (radioversie) – 03:39
2. "Return the Favor" (albumversie) – 05:29
3. "Return the Favor" (instrumentaal) – 05:29
4. "Return the Favor" (a capella) – 03:43

### EU-cd-single & 12"-promo
1. "Return the Favor" (radioversie) – 03:38
2. "Return the Favor" (instrumentaal) – 05:25

## Verschijningsdata
| Regio            | Datum          | Drager    | Label           |
| ---------------- | -------------- | --------- | --------------- |
| Verenigde Staten | 7 oktober 2008 | Download  | Zone 4 / Mosley |
| Australië        | 27 maart 2009  | Download  | Interscope      |
| Europa           | 17 april 2009  | Download  | Interscope      |
| Europa           | 27 april 2009  | Cd-single | Interscope      |
| Duitsland        | 1 mei 2009     | Cd-single | Interscope      |